# Automobiles Excelsior

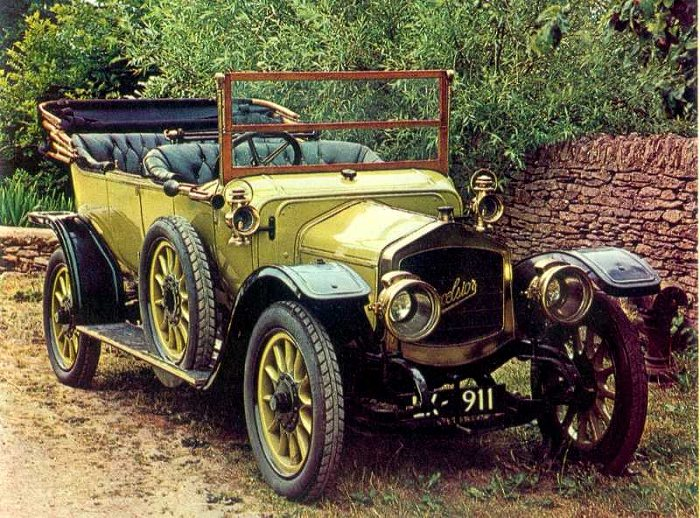
Excelsior von 1911

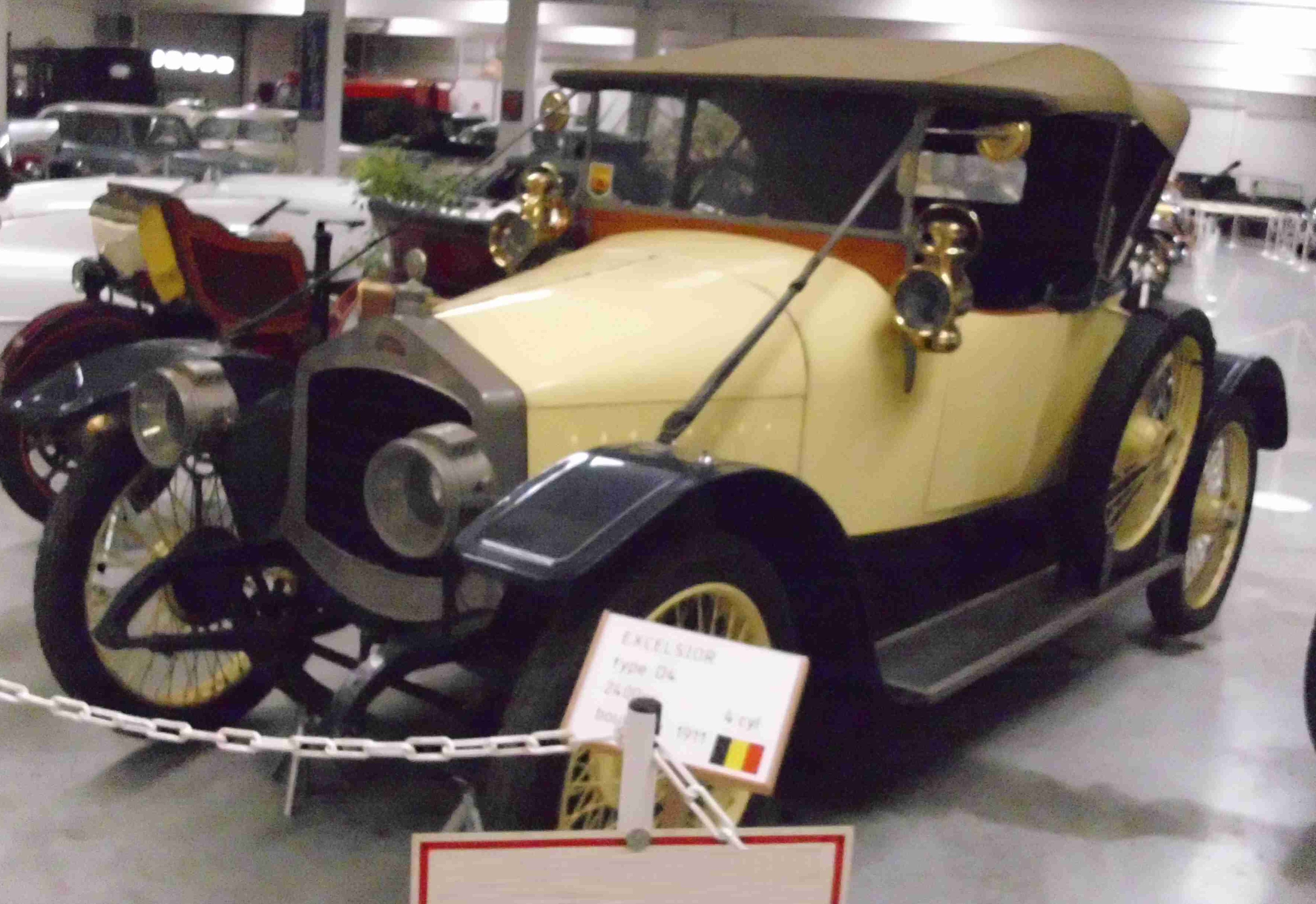
Excelsior von 1911

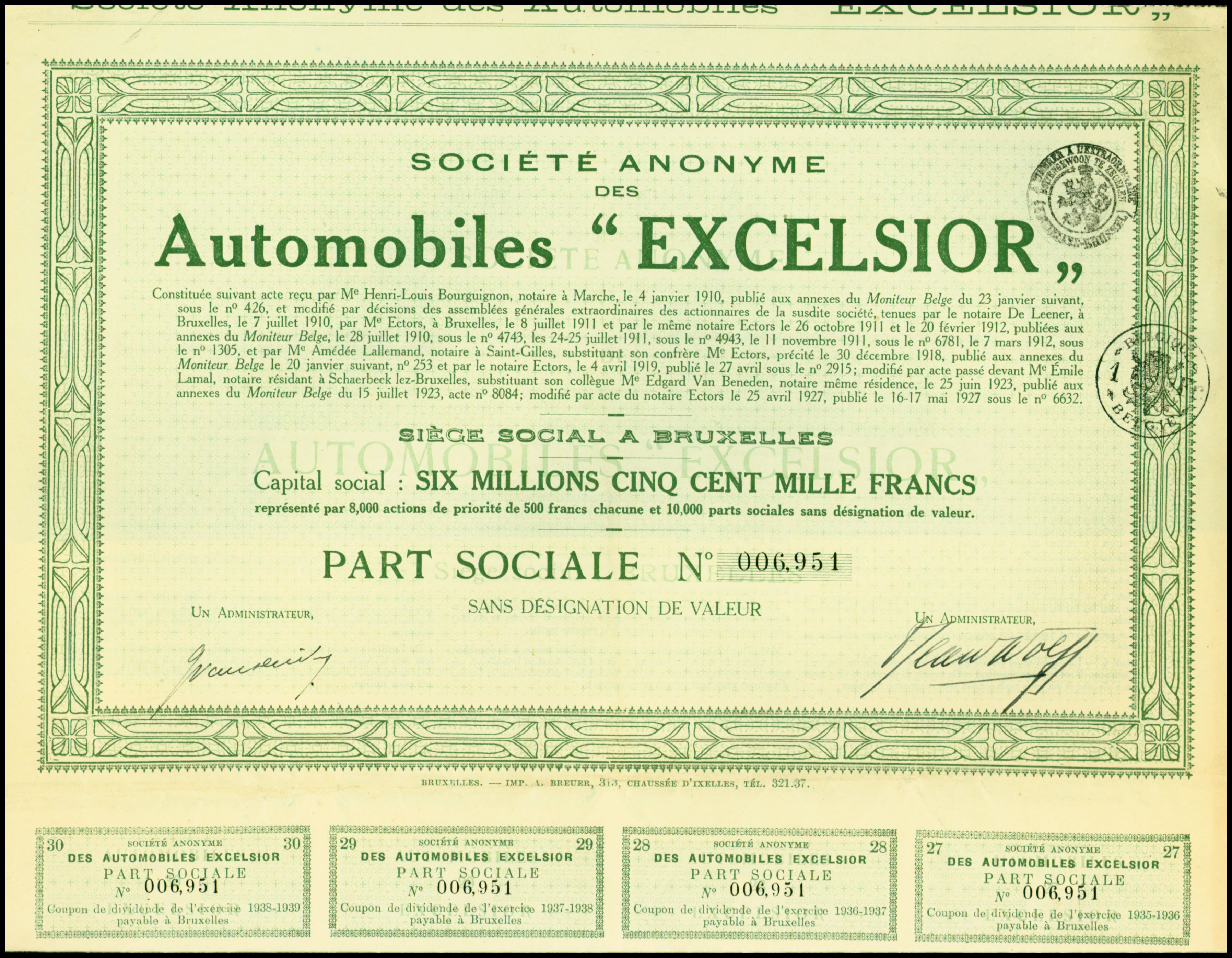
Part Sociale der SA des Automobiles "Excelsior" vom 17. Mai 1927

Excelsior war ein belgischer Hersteller von Automobilen.

## Unternehmensgeschichte
1903 gründete der Ingenieur Arthur de Coninck in Brüssel die Compagnie Nationale Excelsior und produzierte ab 1904 Autos. 1907 wurde die Firma in Société A. De Coninck et Cie umbenannt, als er den Partner Lucien Chausette aufnahm. 1909 wurde daraus die Société Anonyme des Automobiles Excelsior. Während des Ersten Weltkriegs ruhte die Produktion. Ende 1927 verkaufte de Coninck das Unternehmen an Mathieu van Roggen von Automobiles Imperia. Bis 1931 wurden noch einzelne Fahrzeuge als Excelsior verkauft.

## Modelle

### 1903er Modelle
Die Modelle von 1903 bis 1905 hatten Motoren von Aster mit wahlweise einem, zwei oder vier Zylindern.

### 16 CV, 22 CV und 30 CV
1905 kamen drei neue Vierzylindermodelle auf den Markt. Die Motoren kamen weiterhin von Aster, die Fahrgestelle von Arbel und die Getriebe von Malicet & Blin.

### D-4
Dieses Modell wurde von 1907 bis 1914 produziert. Anfangs hieß es auch 14/20 HP, ab 1911 D 14/20 und ab 1913 D-4 14/20 CV. Zusätzlich gab es den sportlicheren Typ DC 14/20 Rapide und Type B Fiacre als Taxi. Alle Modelle hatten einen Vierzylindermotor. Ab 1913 betrug der Hubraum 2951 cm³.
Ein Fahrzeug von 1911 ist im Automuseum Oldtimer in Reninge zu besichtigen.

### D-6
Dieses Modell ergänzte von 1910 bis 1914 die Modellpalette. Es wurde anfangs nur D-6 genannt, ab 1913 auch D-6 18/24 CV und F 30 CV. Diese Modelle hatten einen Sechszylindermotor mit 4426 cm³ Hubraum, ab 1913 mit 5344 cm³ Hubraum.

### Adex
Der Adex B von 1920 bis 1924 besaß den kleineren Sechszylindermotor mit 4767 cm³ Hubraum, der wahlweise 70 PS oder 85 PS leistete. Der Adex C von 1922 bis 1927 hatte den größeren Sechszylindermotor mit 5340 cm³ Hubraum, der wahlweise 110 PS oder 130 PS leistete.

### Albert 1
Dieses Modell wurde von 1926 bis 1929 produziert. Der Motor wurde vom Vorgänger Adex C übernommen.